# Fredericks Goldman Jones (album)
 (février 2022).
Si vous disposez d'ouvrages ou d'articles de référence ou si vous connaissez des sites web de qualité traitant du thème abordé ici, merci de compléter l'article en donnant les références utiles à sa vérifiabilité et en les liant à la section « Notes et références ».
Pour le trio vocal du même nom, voir Fredericks Goldman Jones.
Pour les articles homonymes, voir Fredericks (homonymie), Goldman et Jones.
Albums de Fredericks Goldman Jones
Sur scène
(1992)
Singles
1. Nuit
Sortie : décembre 1990
2. À nos actes manqués
Sortie : mars 1991
3. Né en 17 à Leidenstadt
Sortie : juillet 1991
4. C'est pas d'l'amour
Sortie : octobre 1991
5. Un, deux, trois
Sortie : février 1992
6. Tu manques
Sortie : mai 1992

Fredericks Goldman Jones est le premier album enregistré par le trio Jean-Jacques Goldman, Carole Fredericks, Michael Jones, sorti le 28 novembre 1990. 
Le titre de l'album devint par glissement le nom du trio. Interrogé à ce sujet, Jean-Jacques Goldman expliqua que l'ordre des trois patronymes dans le nom du groupe (Fredericks Goldman Jones) suit simplement l'ordre alphabétique. Il s'agit de la seconde plus grosse vente de Jean-Jacques Goldman : plus de deux millions d'exemplaires ont été vendus (disque de diamant). Six singles ont été extraits de l'album : Nuit, À nos actes manqués, Né en 17 à Leidenstadt, C'est pas d'l'amour, Un, deux, trois et Tu manques.

## Liste des chansons
Toutes les chansons ont été écrites et composées par Jean-Jacques Goldman, excepté Nuit dont les paroles sont de Jean-Jacques Goldman et de Michael Jones.
Toutes les chansons sont interprétées par Carole Fredericks, Jean-Jacques Goldman et Michael Jones, sauf Tu manques, chantée par Jean Jacques Goldman uniquement et Nuit, chantée par Jean-Jacques Goldman et Carole Fredericks.
| 1.    | C'est pas d'l'amour                                             | 4:57 |
| 2.    | Vivre cent vies                                                 | 4:41 |
| 3.    | Né en 17 à Leidenstadt                                          | 3:54 |
| 4.    | Un, deux, trois                                                 | 4:18 |
| 5.    | Nuit                                                            | 5:40 |
| 6.    | Je l'aime aussi                                                 | 6:14 |
| 7.    | Chanson d'amour (...!)                                          | 4:07 |
| 8.    | À nos actes manqués                                             | 4:42 |
| 9.    | Peurs                                                           | 4:58 |
| 10.   | Tu manques                                                      | 9:14 |
| 11.   | À nos actes manqués version anglaise (uniquement sur vinyle)    | 4:40 |
| 12.   | Né en 17 à Leidenstadt version anglaise (uniquement sur vinyle) | 3:53 |
| 13.   | Vivre cent vie version anglaise (uniquement sur vinyle)         | 4:35 |
| 52:45 |                                                                 |      |

## Vidéoclips (DVD)
1. Nuit (Clip officiel) - 4:52
2. À nos actes manqués (Clip officiel) - 4:01
3. Né en 17 à Leidenstadt (Clip officiel) - 3:50
4. C'est pas d'l'amour (Clip officiel) - 4:56
5. Tu manques (Clip officiel) - 6:03

## Le groupe
- Jean-Jacques Goldman : musiques, textes, arrangements, coréalisation, chant, guitares électriques et acoustiques, piano, programmation, harmonica, chœurs
- Michael Jones : textes anglais, coarrangements guitares, chant, guitares électriques et acoustiques, chœurs
- Carole Fredericks : chant, chœurs
- Andy Scott : coréalisation, prise de son, mixage
- Erick Benzi : coarrangements, programmations, claviers, synthés
- Claude Salmieri : batterie
- Pino Palladino : basse
- Gildas Arzel : guitares électriques et acoustiques
- Images : programmations rythmiques
- Jean-Yves D'Angelo : piano
- Kick Horns Street : cuivres
- Gerald Manceau : batterie sur À nos actes manqués
- Chœurs sur À nos actes manqués et sur Peurs : Nicole Amovin, Grace N'doma Deccah, Julia Fenere Sarr, Marie-Louise Mohma
- Guitares sur Tu manques : Basile Leroux et Patrice Tison

## Certifications
| Région                                                                                                 | Certification | Ventes/Streams |
| --- | ------------- | -------------- |
| France (SNEP)                                                                                          | Diamant       | 1 000 000*     |
| Suisse (IFPI)                                                                                          | Platine       | 50 000x        |
| *Ventes selon la certification ^Mise en rayon selon la certification xNon précisé par la certification |               |                |